# Zagony (województwo łódzkie)
Zagony – osada leśna w Polsce położona w województwie łódzkim, w powiecie bełchatowskim, w gminie Kluki.
W latach 1975–1998 osada należała administracyjnie do województwa piotrkowskiego.